# وامبا (تگزاس)
وامبا (به انگلیسی: Wamba) یک منطقهٔ مسکونی در ایالات متحده آمریکا است که در شهرستان بویی، تگزاس واقع شده‌است. وامبا ۱۰۷٫۹ متر بالاتر از سطح دریا واقع شده‌است.